# Nikita Aleksiejew (hokeista)
Nikita Siergiejewicz Aleksiejew, ros. Никита Сергеевич Алексеев (ur. 27 grudnia 1981 w Murmańsku) – rosyjski hokeista.

## Kariera
- Krylja Sowietow 2 Moskwa (1996-1998)
- Erie Otters (1998-2001)
- Springfield Falcons (2001-2003, 2004-2005)
- Tampa Bay Lightning (2001-2003)
- Hershey Bears (2003-2004)
- Awangard Omsk (2005-2006)
- Tampa Bay Lightning (2006-2007)
- Chicago Blackhawks (2007)
- Ak Bars Kazań (2007-2011)
- Siewierstal Czerepowiec (2011-2012)
- Spartak Moskwa (2012)
- Siewierstal Czerepowiec (2012-2013)

Wychowanek klubu Krylja Sowietow Moskwa. Od 2012 zawodnik Siewierstali Czerepowiec.

## Sukcesy
Klubowe
- Hamilton Spectator Trophy: 2001 z Erie Otters
- Holody Trophy: 2000, 2001 z Erie Otters
- Srebrny medal Mistrzostw Rosji: 2006 z Awangardem
- Złoty medal Mistrzostw Rosji: 2009, 2010 z Ak Barsem
- Puchar Gagarina: 2009, 2010 z Ak Barsem
- Puchar Otwarcia: 2009 z Ak Barsem
- Puchar Kontynentalny: 2008 z Ak Barsem

Indywidualne
- CHL Top Prospects Game: 2000